# Herbert C. Brown
Pour les articles homonymes, voir Brown.
Herbert Charles Brown (22 mai 1912 à Londres - 19 décembre 2004 à Lafayette, Indiana, États-Unis) est un chimiste américain. Georg Wittig et lui sont colauréats du prix Nobel de chimie de 1979.

## Biographie
Fils d'immigrés juifs ukrainiens, il est né à Londres sous le nom de Herbert Brovarnik. Il partit ensuite aux États-Unis et suivit les cours à l'université de Chicago. Il obtint son Bachelor of Science et son Ph.D. respectivement en 1936 et 1938. Il devint professeur à l'université Purdue en 1947, une position qu'il garda jusqu'à sa mort. Le Herbert C. Brown Laboratory of Chemistry dans le campus de l'université Purdue a ainsi été nommé en son honneur.
Pendant la Seconde Guerre mondiale, Brown découvrit une méthode pour produire le borohydrure de sodium (NaBH4), qui peut être utilisé pour produire des boranes (composés constitués de bore et d'hydrogène). Ses travaux ont mené à la découverte de la première méthode générale pour produire des énantiomères asymétriques purs.
En 1979, Georg Wittig et lui reçoivent conjointement le prix Nobel de chimie « pour le développement de l'usage des composés chimiques comprenant du bore et du phosphore, respectivement, dans d'importants réactifs en synthèse organique » (plus précisément, Wittig l'obtient pour la réaction de Wittig, alors que Brown l'obtient pour ses travaux sur les boranes).
Sa femme Sarah s'occupa de la gestion des finances et de la maison pour le laisser se concentrer pleinement sur ses recherches. Selon Brown, après avoir reçu le Prix Nobel, il prit la médaille et sa femme prit la récompense de 100 000 dollars.
Il est mort le 19 décembre 2004 dans un hôpital de l'Indiana à la suite d'une crise cardiaque.

## Distinctions et récompenses
- 1959 : Médaille William-H.-Nichols
- 1979 : prix Nobel de chimie
- 1981 : médaille Priestley
- 1987 : NAS Award in Chemical Sciences